# Cá heo bốn mắt
Cá heo bốn mắt (danh pháp hai phần: Phocoena dioptrica) là một loài cá heo chuột. Loài này rất dễ dàng được nhận biết với những loài cá heo khác bởi một vòng đặc trưng bao quanh mắt cho nên chúng có tên như trên. Vòng bao này thường được bao quanh bởi một vòng khác bên ngoài có màu nhạt hơn.

## Phân loài
Cá heo bốn mắt lần đầu tiên được mô tả bởi Lahille vào năm 1912 từ một mẫu vật được tìm thấy trên một bãi biển gần Buenos Aires. Một hộp sọ khác sau đó được tìm thấy ở Tierra del Fuego ban đầu đã được cho là của một loài khác, tạm đặt tên là Phocoena dioptrica nhưng sau đó đã được chứng minh là của một con cá heo bốn mắt.

## Mô tả
Cá heo bốn mắt là loài sinh vật mạnh mẽ với một cái đầu nhỏ và không có mỏ. Cá heo bốn mắt có các màu đen và trắng riêng biệt, màu đen ở trên lưng và màu trắng phía dưới bụng. Chúng có đôi mắt đen với vòng màu trắng như một cái mắt kính bao quanh, và một sọc màu trắng trên bề mặt phía trên của đuôi. Chúng có vây lưng lớn tròn và không có mỏ. Giống như tất cả những loài cá heo khác, chúng có những chiếc răng hình cái thuổng (trái ngược với hình nón của cá heo). Con non khi sinh ra dài khoảng 80 cm đối với con đực, chúng sẽ ngày càng tăng lên cho đến 2,2 mét còn những con cái thì hơi nhỏ hơn. Người ta vẫn chưa rõ độ tuổi trưởng thành và tuổi thọ của loài cá heo này. Cá heo bốn mắt có thể phát triển lên đến 60–84 kg trọng lượng khi trưởng thành.

## Chế độ ăn
Cá heo bốn mắt ăn mực và cá, tôm, bạch tuộc, động vật thân mềm và động vật giáp xác khác.

## Phân bố
Cá heo bốn mắt sống xung quanh vùng cận Nam Cực và vùng nước thấp Nam Cực mát. Bộ xương đã được tìm thấy trên Tierra del Fuego và khu vực này được cho là một địa điểm tập trung tương đối cao. Loài này đã được nhìn thấy ngoài khơi Brazil, quần đảo Falkland, South Georgia ở Đại Tây Dương, ngoài khơi Auckland, Tasmania và Nam Úc ở Nam Thái Bình Dương và Đảo Heard và Kerguelen ở Ấn Độ Dương phía nam. Cá nhân rất hiếm khi được nhìn thấy ở vùng biển mở. 
Tổng số cá thể không rõ. IUCN liệt kê nó như là một loài thiếu dữ liệu trong Sách đỏ các loài bị đe dọa.